# 野田順子 (NHK)
野田 順子（のだ じゅんこ）は、日本の報道記者であり、日本放送協会（NHK）の職員である。2022年3月現在、ウクライナ取材班のデスクを務めている。

## レギュラー出演
過去
- キャッチ!世界の視点（2014年4月 - 2015年3月、NHK BS1）
- ワールドWaveモーニング （2012年6月 - 2014年3月、NHK BS1）

## 過去の所属
- 海外総支局 ハノイ支局
- ベルリン支局長　（BS1国際報道　2017年11月8日）